# Waverly Place

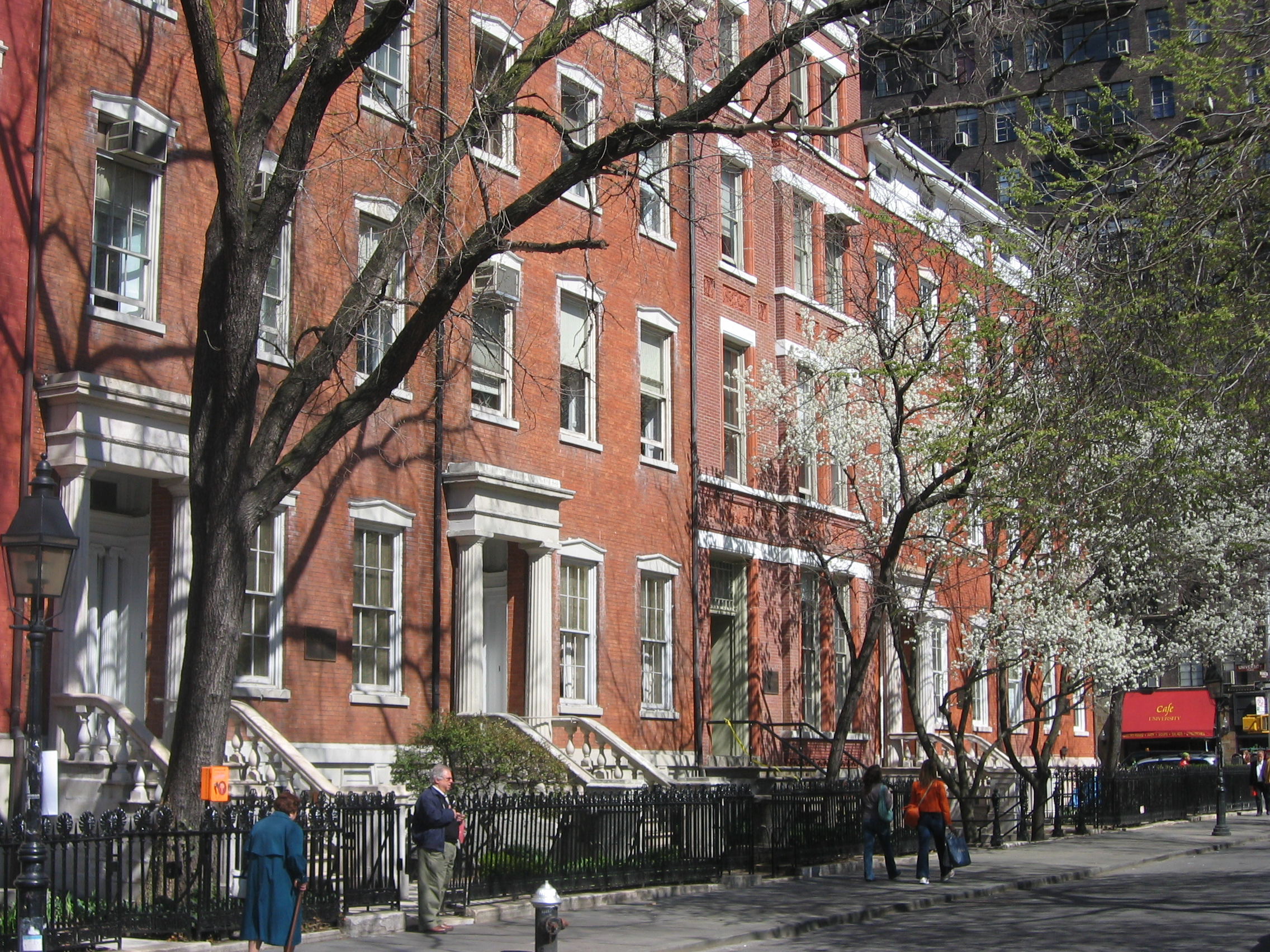
Waverly Place como el lado norte de Washington Square Park

Waverly Place es una calle angosta en el barrio de Greenwich Village en el borough neoyorquino de Manhattan, que va desde Bank Street hasta Broadway. Waverly cambia su dirección en la intersección con Christopher Street, haciendo un ángulo de 120 grados y convirtiéndose de una calle norte-sur a una calle noroeste-sureste. En esa intersección, la dirección del tráfico cambia también y ya no se mantiene con rumbo sur sino con rumbo oeste. Poco más adelante de esa intersección, a la altura de Groove Street, Waverly se abre en Y creando una intersección consigo misma. 
Las dos cuadras que forman el lado norte de Washington Square Park entre MacDougal Street y University Place (incluyendo el inicio de la Quinta Avenida) son llamadas Washington Square North,(40°43′53″N 73°59′50″O / 40.7314697, -73.9970907).  En la cuadra entre la Quinta Avenida y University Place, hay una línea unificada de casas adosadas de estilo neogriego que se llama "the Row" (en inglés: la Hilera), que son propiedad de la Universidad de Nueva York.  Algunos de esos edificios en la Quinta Avenida mantienen sus fachadas exteriores pero están conectadas internamente para formar un solo gran edificio.
La calle fue nombrada en 1833 en honor de la novela de 1814 de Sir Walter Scott Waverley. Antes de eso se llamaba Art Street.

## Washington Square North
En los años 1840, la élite de la ciudad de Nueva York escogieron establecerse en Washington Square, lejos del creciente ambiente comercial del bajo Manhattan. Establecida alrededor de la mansión de William C. Rhinelander en el centro de Washington Square North, "the Row" de estilo neogriego en cada lado de la Quinta Avenida presentó una apariencia unificada y dignificada de privilegio. Cuando el centro de la sociedad de Nueva York se mudó hacia el norte luego de la guerra de secesión, las casas en la plaza empezaron a representar la gentilidad de una época pasada. Henry James, cuya abuela vivió en el 18 Washington Square North, mostró esta vista nostálgica en su novela tragicómica de 1880, Washington Square. Hoy, todos esos edificios pertenecen a la Universidad de Nueva York.
Las casas adosadas de 1830 en el 1 - 3 Washington Square North pueden ser la casa más asociada a un solo artista. Desde 1913 hasta su muerte en 1967, el artista Edward Hopper y su esposa, Josephine, vivieron en un estudio en el último piso del edificio. Escogida por su baja renta y por la creencia del artista de que su héro, el artista estadounidense Thomas Eakins había pintado ahí, Hopper y su esposa alquilaron cuartos que carecían de calefacción o baños privados. Ellos decoraron sus habitaciones de forma simple con muebles estadounidenses.

## En los medios
- En la serie de televisión Mad Men, el piso de soltero de Don Draper se ubica en Waverly Place.[4]
- La serie de televisión Wizards of Waverly Place se ubica acá.
- Una de las casas adosadas sirve como residencia del protagonista en la película del 2007 Soy leyenda.[5]